# Cattedrale di Peterborough
La cattedrale di Peterborough (cattedrale di San Pietro, San Paolo e Sant'Andrea, in inglese Cathedral Church of St Peter, St Paul and St Andrew) è la chiesa principale della diocesi anglicana di Peterborough, nel Cambridgeshire (Inghilterra). È dedicata a San Pietro, San Paolo e Sant'Andrea, e loro effigi si incontrano nella facciata.
Fondata come un'abbazia in epoca anglosassone (655), lo stile architettonico è per lo più normanno, data l'importante ricostruzione del XII secolo. In seguito alla dissoluzione dei monasteri, diventò una cattedrale nel 1541. L'ultimo abate, John Chambers, fu anche il suo primo vescovo, nominato da Enrico VIII d'Inghilterra ma riconosciuto  poi anche da Roma visto che rimase al suo posto anche sotto Maria I Tudor fino alla morte nel 1556. 
Insieme alle cattedrali di Durham ed Ely, è uno degli edifici più importanti del XII secolo rimasti intatti in Inghilterra, sebbene abbia subito estensioni e restauri nel corso dei secoli. Elemento caratterizzante e peculiare dell'edificio è l'imponente facciata ovest con le sue tre arcate.
Nella cattedrale è sepolta Caterina d'Aragona, prima moglie  di Enrico VIII e madre della regina Maria I d'Inghilterra.